# Luis Zubeldía
Luis Francisco Zubeldía (ur. 13 stycznia 1981 w Santa Rosa) – argentyński piłkarz występujący na pozycji środkowego pomocnika, trener piłkarski.

## Kariera klubowa
Zubeldía pochodzi z miasta Santa Rosa w prowincji La Pampa. Piłkarskie treningi rozpoczął w tamtejszym zespole General Belgrano jako sześciolatek, zaś w wieku nastoletnim za sprawą udanych występów w lokalnych rozgrywkach był regularnie powołany przez trenera José Pekermana na konsultacje juniorskiej reprezentacji Argentyny. Szybko wzbudził zainteresowanie pierwszoligowych zespołów i ostatecznie w 1996 roku skorzystał z oferty stołecznego Club Atlético Lanús. Do pierwszej drużyny został włączony jako siedemnastolatek przez szkoleniowca Mario Gómeza i w argentyńskiej Primera División zadebiutował 30 października 1998 w zremisowanym 2:2 spotkaniu z Independiente. Premierowego gola w najwyższej klasie rozgrywkowej strzelił natomiast 31 marca 1999 w zremisowanej 1:1 konfrontacji z River Plate.
Dobrze zapowiadającą się karierę Zubeldíi przerwała poważna kontuzja lewego kolana, której doznał w czerwcu 2001 i jej wyniku nie powrócił już na boisko. O powrót do zdrowia bezskutecznie walczył przez kolejne kilka lat, przechodząc trzy skomplikowane operacje. Ostatecznie w wieku zaledwie dwudziestu dwóch lat został zmuszony do zakończenia kariery z powodu oddzielającej martwicy kostno-chrzęstnej w lewym kolanie.

## Kariera reprezentacyjna
W 1997 roku Zubeldía został powołany przez szkoleniowca José Pekermana do reprezentacji Argentyny U-17 na Mistrzostwa Ameryki Południowej U-17. Na paragwajskich boiskach jego drużyna zajęła pierwsze miejsce w pierwszej rundzie, awansując do fazy finałowej. Tam z kolei z bilansem zwycięstwa, remisu i porażki uplasowała się na drugie lokacie, ustępując tylko Brazylii i zdobywając ostatecznie wicemistrzostwo kontynentu. Sześć miesięcy później znalazł się w składzie na Mistrzostwa Świata U-17 w Egipcie, gdzie pełnił rolę jednego z ważniejszych graczy zespołu narodowego, rozgrywając trzy z czterech możliwych meczów, z czego dwa w wyjściowym składzie. Argentyńczycy odpadli natomiast z juniorskiego mundialu w ćwierćfinale, po porażce z późniejszymi triumfatorami – Brazylią (0:2).
W 1999 roku Zubeldía w barwach reprezentacji Argentyny U-20, również prowadzonej przez José Pekermana, wziął udział w Młodzieżowych Mistrzostwach Świata w Nigerii. Tam u boku graczy takich jak Gabriel Milito czy Esteban Cambiasso rozegrał dwa z czterech spotkań, zaś jego kadra zakończyła swój udział w turnieju na przegranej w 1/8 finału z Meksykiem (1:4). Dwa lata później został powołany na Mistrzostwa Ameryki Południowej U-20, podczas których był jednym z podstawowych zawodników środka pola, zajmując ze swoją drużyną drugie miejsce. W tym samym roku znalazł się na liście powołanych przez Pekermana na Młodzieżowe Mistrzostwa Świata w Argentynie, jednak kilka dni przed turniejem doznał kontuzji, która wykluczyła go z udziału w turnieju, podczas którego gospodarze zdobyli tytuł mistrzowski.

## Kariera trenerska
Po wczesnym zakończeniu kariery Zubeldía zdecydował się pozostać przy piłce w roli szkoleniowca. Ukończył studia na kierunku dziennikarstwa sportowego, po czym został asystentem trenera Ramóna Cabrero w macierzystym Club Atlético Lanús. Po odejściu Cabrero ze stanowiska, w czerwcu 2008, w wieku zaledwie dwudziestu siedmiu lat objął funkcję szkoleniowca Lanús, co uczyniło go najmłodszym trenerem w historii ligi argentyńskiej. Pod jego kierownictwem drużyna została rewelacją rozgrywek ligowych, kończąc sezon na czwartym miejscu, natomiast w kolejnych rozgrywkach osiągnęła jeszcze lepszy wynik, plasując się na trzeciej lokacie i zakwalifikowała się zarówno do rozgrywek Copa Libertadores, jak i Copa Sudamericana. Nieco słabiej zawodnicy Lanús spisali się w dwóch następnych sezonach, finiszując w nich odpowiednio na dziewiątej i siódmej pozycji. W listopadzie 2010 zrezygnował ze stanowiska trenera Lanús wskutek serii kiepskich wyników.
W czerwcu 2011 Zubeldía został trenerem spadkowicza z hiszpańskiej Primera División – klubu UD Almería, jednak dwa tygodnie później ogłoszono rozstanie ze szkoleniowcem; nie mógł on prowadzić drużyny w rozgrywkach drugoligowych, gdyż nie spełniał wymogów hiszpańskiej federacji. Wobec tego jeszcze w tym samym miesiącu powrócił do Ameryki Południowej, obejmując ekwadorskiego giganta – zespół Barcelona SC z miasta Guayaquil. Prowadził go przez kolejne dziesięć miesięcy z udanym skutkiem; w sezonie 2012 wygrał wiosenną fazę Primera Etapa, jednak bezpośrednio po tym zrezygnował ze stanowiska w wyniku różnicy zdań z prezesem klubu. Na koniec roku kalendarzowego Barcelona – prowadzona już przez Gustavo Costasa – zdobyła tytuł mistrza Ekwadoru.
W kwietniu 2012 Zubeldía powrócił do ojczyzny, zastępując Alfio Basile na stanowisku trenera zespołu Racing Club de Avellaneda. Tam ponownie potwierdził swoją reputację jednego z najzdolniejszych szkoleniowców młodego pokolenia; jeszcze w tym samym roku dotarł do finału krajowego pucharu – Copa Argentina, przegrywając w nim jednak z Boca Juniors (1:2), natomiast w lidze uplasował się najpierw na piątej, a następnie na szóstej lokacie. W funkcji trenera Racingu został zwolniony w sierpniu 2013 po kiepskim starcie sezonu w wykonaniu jego podopiecznych. Trzy miesiące później ponownie wyjechał do Ekwadoru, gdzie tym razem w miejsce swojego rodaka Edgardo Bauzy objął stołeczny LDU Quito. Po średnio udanym pierwszym sezonie, w 2015 roku triumfował w wiosennej fazie Primera Etapa, zaś w przekroju całych rozgrywek wywalczył tytuł wicemistrza kraju, ulegając w decydującym dwumeczu Emelecowi (1:3, 0:0). Ogółem szkoleniowcem LDU pozostawał przez dwa lata, po czym zrezygnował ze stanowiska trenera w obliczu oferty z Meksyku.
W grudniu 2015 Zubeldía objął meksykańską ekipę Santos Laguna z siedzibą w Torreón. Prowadził ją bez poważniejszych osiągnięć przez osiem miesięcy; w swoim pierwszym sezonie dotarł co prawda do ćwierćfinału ligowej fazy play-off i półfinału Ligi Mistrzów CONCACAF, lecz w sierpniu 2016 został zwolniony ze względu na słabe wyniki ekipy (jedenaście meczów z rzędu bez zwycięstwa).
W 2017 roku został trenerem kolumbijskiego klubu Independiente Medellín. 17 czerwca 2017 roku został trenerem hiszpańskiego klubu Deportivo Alavés i tym samym zrezygnował z pracy w Independiente. 17 września 2017 roku został zwolniony z tej funkcji.

## Statystyki kariery

### Klubowe
| Lanús  | 1998–1999 | Argentyna | Primera División | 3  | 0 | — | — | — | — | — | 3  | 0 |
| Lanús  | 1999–2000 | Argentyna | Primera División | 24 | 1 | — | — | — | — | — | 24 | 1 |
| Lanús  | 2000–2001 | Argentyna | Primera División | 30 | 2 | — | — | — | — | — | 30 | 2 |
| Lanús  | 2001–2002 | Argentyna | Primera División | 0  | 0 | — | — | — | — | — | 0  | 0 |
| Lanús  | 2002–2003 | Argentyna | Primera División | 0  | 0 | — | — | — | — | — | 0  | 0 |
| Ogółem | Ogółem    | Ogółem    | Ogółem           | 57 | 3 | — | — | — | — | — | 57 | 3 |

### Trenerskie
| Lanús         | 2008–2009 | Argentyna | Primera División | 38  | 23 | 6  | 9   | 61% | — | — | — | —   | —            | CL      | 6  | 0  | 4  | 2   | 0%  | 44  | 23 | 10 | 11  | 52% |
| Lanús         | 2009–2010 | Argentyna | Primera División | 38  | 16 | 12 | 10  | 42% | — | — | — | —   | —            | CS + CL | 10 | 4  | 3  | 3   | 40% | 48  | 20 | 15 | 13  | 42% |
| Lanús         | 2010–2011 | Argentyna | Primera División | 14  | 5  | 3  | 6   | 36% | — | — | — | —   | —            | —       | —  | —  | —  | —   | —   | 14  | 5  | 3  | 6   | 36% |
| Barcelona     | 2011      | Ekwador   | Serie A          | 22  | 12 | 4  | 6   | 55% | — | — | — | —   | —            | —       | —  | —  | —  | —   | —   | 22  | 12 | 4  | 6   | 55% |
| Barcelona     | 2012      | Ekwador   | Serie A          | 9   | 4  | 4  | 1   | 44% | — | — | — | —   | —            | —       | —  | —  | —  | —   | —   | 9   | 4  | 4  | 1   | 44% |
| Racing Club   | 2011–2012 | Argentyna | Primera División | 9   | 3  | 1  | 5   | 33% | 3 | 2 | 1 | 0   | 67%          | —       | —  | —  | —  | —   | —   | 12  | 5  | 2  | 5   | 42% |
| Racing Club   | 2012–2013 | Argentyna | Primera División | 38  | 17 | 11 | 10  | 45% | 2 | 0 | 0 | 2   | 0%           | CS      | 2  | 0  | 0  | 2   | 0%  | 42  | 17 | 11 | 14  | 40% |
| Racing Club   | 2013–2014 | Argentyna | Primera División | 4   | 0  | 1  | 3   | 0%  | — | — | — | —   | —            | CS      | 1  | 0  | 0  | 1   | 0%  | 5   | 0  | 1  | 4   | 0%  |
| LDU Quito     | 2014      | Ekwador   | Serie A          | 44  | 18 | 15 | 11  | 41% | — | — | — | —   | —            | —       | —  | —  | —  | —   | —   | 22  | 12 | 4  | 6   | 55% |
| LDU Quito     | 2015      | Ekwador   | Serie A          | 46  | 26 | 12 | 8   | 57% | — | — | — | —   | —            | CS      | 6  | 4  | 1  | 1   | 67% | 52  | 30 | 13 | 9   | 58% |
| Santos Laguna | 2015–2016 | Meksyk    | Liga MX          | 19  | 8  | 4  | 7   | 42% | — | — | — | —   | —            | LM      | 4  | 1  | 2  | 1   | 25% | 23  | 9  | 6  | 8   | 39% |
| Santos Laguna | 2016–2017 | Meksyk    | Liga MX          | 5   | 0  | 2  | 3   | 0%  | 2 | 0 | 1 | 1   | 0%           | —       | —  | —  | —  | —   | —   | 7   | 0  | 3  | 4   | 0%  |
| Ogółem        |           |           |                  |     |    |    |     |     |   |   |   |     |              |         |    |    |    |     |     |     |    |    |     |     |
| Argentyna     | Argentyna | Argentyna | 141              | 64  | 34 | 43 | 45% | 5   | 2 | 1 | 2 | 40% | CL + CS      | 19      | 4  | 7  | 8  | 21% | 165 | 70  | 42 | 53 | 42% |     |
| Ekwador       | Ekwador   | Ekwador   | 121              | 60  | 35 | 26 | 50% | —   | — | — | — | —   | CS           | 6       | 4  | 1  | 1  | 67% | 127 | 64  | 36 | 27 | 50% |     |
| Meksyk        | Meksyk    | Meksyk    | 24               | 8   | 6  | 10 | 33% | 2   | 0 | 1 | 1 | 0%  | LM           | 4       | 1  | 2  | 1  | 25% | 30  | 9   | 9  | 12 | 30% |     |
| Ogółem        | Ogółem    | Ogółem    | 286              | 132 | 75 | 79 | 46% | 7   | 2 | 2 | 3 | 29% | CL + CS + LM | 29      | 9  | 10 | 10 | 31% | 322 | 143 | 87 | 92 | 44% |     |

- CL – Copa Libertadores
- CS – Copa Sudamericana
- LM – Liga Mistrzów CONCACAF